# Cosmosoma deyrolii
Cosmosoma deyrolii är en fjärilsart som beskrevs av Walker 1854. Cosmosoma deyrolii ingår i släktet Cosmosoma och familjen björnspinnare. Inga underarter finns listade i Catalogue of Life.